# Consell departamental de l'Arieja
El Consell departamental de l'Arieja és l'assemblea deliberant del departament francès de l'Arieja, a la regió d'Occitània. La seu es troba a Foix.

## Composició
El març de 2015 el Consell departamental era constituït per 26 elegits pels 13 cantons de l'Arieja.
| Partit                              | Sigles | Elcetes |
| ----------------------------------- | ------ | ------- |
| Majoria (16 escons)                 |        |         |
| Partit Socialista                   | PS     | 15      |
| Divers Gauche                       | DVG    | 7       |
| Oposició (4 escons)                 |        |         |
| Divers Droite                       | DVD    | 3       |
| Divers Gauche                       | DVG    | 1       |
| President del Consell departamental |        |         |
| Henri Nayrou (PS)                   |        |         |

## Presidents
| 1945-1949  | Henri Assaillit    |
| 1949-1966  | Pierre Faur        |
| 1966-1985  | André Saint-Paul   |
| 1985-20041 | Robert Naudi       |
| 2001-2014  | Augustin Bonrepaux |
| 2014-      | Henri Nayrou       |